# Tailspin
Tailspin is een lied uit 1934, geschreven door Jimmy Dorsey en Frankie Trumbauer. Het werd in 1934 uitgebracht op het Victor-label door Paul Whiteman en zijn orkest en in 1935 door het Dorsey Brothers Orchestra als een single onder het Decca-label.
Frankie Trumbauer nam de eerste versie op met "Paul Whiteman and His Orchestra" op 17 april 1934 in New York onder het Victor-label (78, 24668, Matrix #82319), met op de B-kant "G Blues".
Het Dorsey Brothers Orchestra nam het liedje opnieuw op 6 februari 1935 in New York en zij brachten het uit als een 78-toerensingle op Decca Records, 560B. Het werd in 1942 heruitgebracht bij Decca (4202B, Matrix # 39342). In 1934 werd het uitgegeven door Robbins Music in New York.